# Tenesszium
A tenesszium (korábbi nevén ununszeptium) a periódusos rendszer 117. eleme. A Magyar Tudományos Akadémia 2019. július 24-én kiadott ajánlásban javasolta a tenesszium nevet. Az elem felfedezése óta a magyar nyelvhasználók ezen kívül használták még a tenesszin és tenesszinum változatokat is. A 2019-ben központilag előállított, minden magyar középiskolába 2019. augusztus végén kerülő fali periódusos rendszerben a tenesszin név szerepel. Vegyjele Ts, korábban Uus. A halogének csoportjában található, azonban nincs arra kísérleti bizonyíték, hogy kémiai tulajdonságai hasonlítanának a jódéra vagy az asztáciuméra. A kvantummechanikai alagúteffektus modellel végzett elméleti számítások alapján felezési ideje 0,1-40 milliszekundum között lehet, melynek során alfa-bomlással moszkóviumra hasad.

## Felfedezése

### Az első kutatások
2004 decemberében az oroszországi Egyesített Atomkutató Intézet bejelentett egy közös kutatást a Tennessee állambeli (USA) Oak Ridge Nemzeti Laboratóriummal (ORNL) a 117-es rendszámú szupernehéz elem előállításának céljából. A tervek szerint kalciumot (Ca) és berkéliumot (Bk) ütköztettek volna, hasonló eljárással állították elő ugyanott már 113–116., illetve a 118. elemet is. Azonban az ORNL – akkoriban az egyetlen berkéliumot gyártó intézet – nem sokkal korábban befejezte a gyártást, és túl költséges lett volna ismét beindítani. A figyelem eközben a 118-as elem előállítására terelődött, ahol berkélium helyett kaliforniumot használtak. A kalcium 48-as tömegszámú izotópja különösen hasznos az ilyen jellegű kutatásoknál, mivel 20 protonja mellett 28 neutron található, tehát így magasabb neutronszámú, ebből adódóan stabilabb szupernehéz elemeket lehet belőle létrehozni. (Neutronszáma 1,4-szerese protonszámának, a második legelőnyösebb palládium-110 izotópban ez a szám 1,391.) A szükséges berkélium-249 a kalifornium-252 bomlásterméke, de a beszerzés 3,5 millió dollárt (átszámítva közel egymilliárd forint) igényelt volna, így a két kutatóintézet végül közös megegyezéssel elhalasztotta a kísérletet.
2005 februárjában az Egyesített Atomkutató Intézet Jurij Oganyeszjan (az oganeszon névadója) vezetésével új együttműködést kezdeményezett az ORNL-nal, miközben a Lawrence Livermore Nemzeti Laboratórium, amely már ötször állított elő sikeresen új elemeket Oganyeszjannal együttműködve, szintén jelezte, hogy nyitott egy újabb kollaborációra.
2010. április 9-én a Physical Review Letters elfogadta publikálásra azt a cikket, amelyben a dubnai (Oroszország) Egyesített Atomkutató Intézet kutatói bejelentették, hogy előállították az Uus hat atomját. Ehhez Ca-48 ionokkal bombáztak egy Bk-249 céltárgyat.
{\displaystyle \,_{20}^{48}\mathrm {Ca} +\,_{96}^{249}\mathrm {Bk} \to \,_{117}^{297}\mathrm {Ts} ^{*}\to \,_{117}^{293}\mathrm {Ts} +4\,_{0}^{1}\mathrm {n} }
{\displaystyle \,_{20}^{48}\mathrm {Ca} +\,_{96}^{249}\mathrm {Bk} \to \,_{117}^{297}\mathrm {Ts} ^{*}\to \,_{117}^{294}\mathrm {Ts} +3\,_{0}^{1}\mathrm {n} }
Az így létrehozott atomok bomlása során lehetőség volt több, már ismert szupernehéz elem megfigyelésére, amik a használt berkélium céltárgy miatt nagyobb neutronszámú izotópok voltak. A több neutron hatására pedig ezek az izotópok az eddigieknél stabilabbak voltak, tovább erősítve a stabilitási szigetek elméletét.

## Elektronszerkezet

A tenessziumnak 6 telített elektronhéja van. 7s+5p+4d+2f=18 telített alhéjjal.
Bohr-modell: 2, 8, 18, 32, 32, 18, 7
Kvantummechanikai modell: 1s22s22p63s23p64s23d10
4p65s24d105p66s24f145d10
6p67s25f146d107p5
Bizonyos kémiai tulajdonságai eltérhetnek attól, amit a periódusos rendszer könnyebb halogénjeinek megfigyeléséből várnánk (a relativisztikus hatások miatt). A tenesszium félfémekre jellemző tulajdonságokat is mutathat.